# Battaglia di Havrincourt
La battaglia di Havrincourt fu combattuta il 12 settembre 1918 nel corso della prima guerra mondiale, fra la terza armata britannica (comandata da Sir Julian Byng) e le truppe tedesche del terzo e del decimo corpo.

## Antefatti
Tre divisioni della terza armata avevano attaccato il villaggio di Havrincourt: la sessantaduesima divisione britannica, la divisione neozelandese e la seconda divisione. La difesa di Havrincourt era affidata a quattro divisioni tedesche provenienti dal terzo e dal decimo corpo d'armata germanico. La sessantaduesima divisione si sarebbe dovuta trovare in quel settore se non vi fosse stata destinata a causa della sua condotta nel corso della Battaglia di Cambrai, l'anno precedente.

## Preludio e descrizione
Nel 1918, malgrado la loro superiorità numerica e la forza delle loro fortificazioni, le truppe tedesche non erano in grado di tenere le loro posizioni ad Havrincourt e nella stessa giornata del 12 il centro era caduto in mano inglese. La vittoria non fu particolarmente significativa, tuttavia evidenziò il progressivo deterioramento dello spirito combattivo delle truppe tedesche sul fronte occidentale. Molti non si accorsero del significato dello scontro, altri, al contrario, ne compresero l'importanza, ad esempio il generale Byng vi individuò un punto di svolta:
(Memorie del colonnello Charles à Court Repington)

## Conseguenze
La vittoria incoraggiò il feldmaresciallo Haig ad approvare l'attacco contro Epéhy per il giorno successivo, assieme ad altre operazioni preliminari all'assalto alla linea Hindenburg.
Il sergente Laurence Calvert fu insignito della Victoria Cross per la condotta tenuta in battaglia.